# 백자청화 운룡문호
백자청화 운룡문호(白磁靑畵 雲龍文壺)는 경기도 광주시 곤지암읍, 경기도자박물관에 있는 조선시대의 백자이다. 2019년 8월 23일 경기도의 유형문화재 제355호로 지정되었다.

## 지정 사유
현재 전해지는 용준(용문양 항아리)으로는 중형의 크기로 상, 하부를 別造하여 접합하였음에도 정형과정에서 외면을 깨끗이 깎아 정리하였고 유약과 태토 역시 정제되었을 뿐 아니라 유약의 밀착도가 좋으며 빙렬 또한 없다.
단정한 형태와 정선된 원료 외에도 기면에 나타나는 청화안료의 정교하고도 역동성 있는 필치 등 전체적으로 단정한 조형, 문양의 세밀함과 세련미를 갖추어 형식적으로 완성도가 높고 보존상태가 양호하여 조형적인 가치가 있다.

## 참고 문헌
- 백자청화 운룡문호 - 국가유산청 국가유산포털